# 临江街道 (丹东市)
临江街道，是中华人民共和国辽宁省丹东市振兴区下辖的一个乡镇级行政单位。

## 行政区划
临江街道下辖以下地区：
福民社区、东升社区、清花园社区、锦绣社区、南桥社区、工业社区、鸿利社区、六合社区、工人村社区、六道西社区、新村社区和江桥社区。